# DCUN1D4
DCUN1D4 (англ. Defective in cullin neddylation 1 domain containing 4) – білок, який кодується однойменним геном, розташованим у людей на короткому плечі 4-ї хромосоми.  Довжина поліпептидного ланцюга білка становить 292 амінокислот, а молекулярна маса — 34 068.
| 10         |  | 20         |  | 30         |  | 40         |  | 50         |
| ---------- |  | ---------- |  | ---------- |  | ---------- |  | ---------- |
| MHSDAAAVNF |  | QLNSHLSTLA |  | NIHKIYHTLN |  | KLNLTEDIGQ |  | DDHQTGSLRS |
| CSSSDCFNKV |  | MPPRKKRRPA |  | SGDDLSAKKS |  | RHDSMYRKYD |  | STRIKTEEEA |
| FSSKRCLEWF |  | YEYAGTDDVV |  | GPEGMEKFCE |  | DIGVEPENVV |  | MLVLAWKLDA |
| QNMGYFTLQE |  | WLKGMTSLQC |  | DTTEKLRNTL |  | DYLRSFLNDS |  | TNFKLIYRYA |
| FDFAREKDQR |  | SLDINTAKCM |  | LGLLLGKIWP |  | LFPVFHQFLE |  | QSKYKVINKD |
| QWCNVLEFSR |  | TINLDLSNYD |  | EDGAWPVLLD |  | EFVEWYKDKQ |  | MS         |

A: Аланін

C: Цистеїн

D: Аспарагінова кислота

E: Глутамінова кислота

F: Фенілаланін

G: Гліцин

H: Гістидин

I: Ізолейцин

K: Лізин

L: Лейцин

M: Метіонін

N: Аспарагін

P: Пролін

Q: Глутамін

R: Аргінін

S: Серин

T: Треонін

V: Валін

W: Триптофан

Задіяний у такому біологічному процесі як альтернативний сплайсинг. 